# Dendropsophus miyatai
Dendropsophus miyatai är en groddjursart som först beskrevs av Gregory Owen Vigle och Goberdhan-Vigle 1990.  Dendropsophus miyatai ingår i släktet Dendropsophus och familjen lövgrodor. IUCN kategoriserar arten globalt som livskraftig. Inga underarter finns listade i Catalogue of Life.